# Muppet Classic Theater
Pour plus de détails, voir Fiche technique et Distribution.
Muppet Classic Theater est un film américain sorti aux États-Unis directement en VHS en 1994.

## Synopsis
Les Muppets nous présente six pièces de théâtre, tiré de conte de fées, jouées par toute la troupe des Muppets.

## Fiche technique
Sauf indication contraire, les informations mentionnées dans cette section peuvent être confirmées par la base de données cinématographiques IMDb,  présente dans la section « Liens externes ».
- Titre original : Muppets Classic Theater
- Réalisateur : David Grossman, en association avec Gregg Gelfand
- Scénario : Jim Lewis et Bill Prady
- Musique : David Lawrence 
  - Chansons et arrangements originaux : Philip Balsam, Dennis Lee, Mark Radice, Michael Silversher et Patty Silversher
- Direction artistique : Jeff Hall et Bruce Rodgers
- Décors : Val Strazovec
- Costumes : Jason Weber
- Photographie : n/a
- Son : Dana Mark McClure, Naomi Mitchell
- Montage : Terence Curren et Jane Allison Fleck
- Production : Ritamarie Peruggi
  - Production déléguée : Brian Henson
  - Production associée : Drew Brown
- Société de production : Jim Henson Productions
- Sociétés de distribution : Buena Vista Home Video, Jim Henson Video et Walt Disney Home Video
- Budget : n/a
- Pays de production :  États-Unis
- Langue originale : anglais
- Format : couleur — son Dolby
- Genre : comédie, musical, fantastique, marionnette
- Durée : 68 minutes
- Dates de sortie[1] :
  - États-Unis : 27 septembre 1994
- Classification : 
  - États-Unis : des scènes peuvent heurter les enfants - accord parental souhaitable (PG - Parental Guidance Suggested)

## Distribution
Sauf indication contraire, les informations mentionnées dans cette section peuvent être confirmées par la base de données cinématographiques IMDb,  présente dans la section « Liens externes ».
- Dave Goelz : The Great Gonzo / Randy Pig
- Jerry Nelson : Robin the Frog / Big Bad Wolf / Loyal Royal Advisor / Montague the Rat / The Royal Jester
- Steve Whitmire : Kermit the Frog / Rizzo the Rat
- Frank Oz : Miss Piggy / Fozzie Bear (Emperor)
- Bill Barretta : Elvis
- Julianne Buescher : Yolanda the Rat
- Brian Henson : Andy Pig / Mink in 'Gotta Get That Name'
- Allan Trautman : Papa Pig / The Banker / The Royal Doctor / Villager
- Bruce Lanoil : Interprète Muppet supplémentaire
- Cheryl Blaylock : Interprète Muppet supplémentaire
- Tim Blaney : Interprète Muppet supplémentaire
- Kevin Carlson : Interprète Muppet supplémentaire
- Terri Hardin : Interprète Muppet supplémentaire
- Drew Massey : Interprète Muppet supplémentaire
- James Murray : Interprète Muppet supplémentaire
- Joe Selph : Interprète Muppet supplémentaire
- Michelan Sisti : Interprète Muppet supplémentaire